# Ревенко, Тимофей Андреевич
Тимофей Андреевич Ревенко (20 февраля 1919, Новороссийское, Актюбинская область — 27 июля 2010, Донецк) — советский и украинский советский ортопед-травматолог, доктор медицинских наук (с 1963), профессор (с 1964), заслуженный деятель науки УССР (с 1979). Действительный член Всемирной организации хирургов, ортопедов и травматологов (с 1969 года).

## Биография
В 1949 году окончил Харьковский медицинский институт. В 1949—1957 годах работал в Украинском НИИ травматологии и ортопедии им. проф. М. И. Ситенко (Харьков), с 1951 года — заведующий отделением этого института. С 1957 года по 1986 год — директор Донецкого научно-исследовательского института травматологии и ортопедии .

## Научная деятельность
Основные научные труды касаются вопросов профилактики травматизма, разработки реконструктивно-восстановительных операций в области тазобедренного и других крупных суставов, в частности создание оригинальных операционных методик, новых инструментов и аппаратов.
Был заместителем председателя Республиканского Научного общества травматологов-ортопедов (с 1959 года), членом Ученого Совета АМН СССР (с 1976 года).

## Награды
Награждён орденами Отечественной войны I степени, Трудового Красного Знамени, Красной Звезды, двумя орденами «Знак Почета». В 1995 году получил звание почетного гражданина Донецка.